# Yoo Jae-suk
Yoo Jae-suk (* 14. August 1972 in Seoul) ist ein südkoreanischer Fernsehmoderator und Komiker. Er hat verschiedene Fernsehshows in Südkorea moderiert, darunter Infinite Challenge, Running Man, Happy Together und Hangout With Yoo.
In Psys Musikvideo Gangnam Style mimte er den „yellow suit guy“, wodurch er auch außerhalb Koreas Bekanntheit erlangte.